# Yerupajá
A Yerupajá vagy Nevado Yerupajá egy hegy a Huayhuash Kordillerában, az Andokban, Peru központi részén. 6635 méteres magasságával (más források szerint 6617 méter) a Huayhuash Kordillera legmagasabb és Peru második legmagasabb hegye, a Huascarán (6768 m) után. A csúcsot elsőként 1950-ben érte el Jim Maxwell és Dave Harrah, az északi csúcsot (Yerupaja Norte) 1965-ben Roger Bates és Graeme Dingle.
A hegy helyi neve El Carnicero, ami mészárost jelent. A név a csúcsra felvezető gerinc élességére utal. Sok látogató szerint a Yerupaja a leglátványosabb hegycsúcs Dél-Amerikában.
Csak kevesen érték el a csúcsot, ez az egyik legnehezebben megmászható hegy az Andokban. A legtöbbet használt útvonal a délnyugati oldalon van. Huarazból közelíthető meg.